# Карасьов Володимир Іванович
Володимир Іванович Карасьов (рос. Владимир Иванович Карасёв; 17 червня 1938, Ленінград — 9 липня 2021) — радянський і російський шахіст, міжнародний майстер від 1976 року.

## Шахова кар'єра
Упродовж своєї кар'єри тричі виступив у фіналах чемпіонатів СРСР (1967, 1970, 1971), які тоді належали до найсильніших турнірів у світі. 1970 року переміг на чемпіонаті Ленінграда. 1974 року досягнув значного успіху, перемігши на меморіалі Акіби Рубінштейна у Поляниці-Здруй. 1976 року посів 2-ге місце (позаду Анатолія Лутікова) в Албені. У 2001 році поділив 4-те місце на чемпіонаті світу серед "ветеранів" (учасників старших 60 років), який відбувся в Арко, цей успіх повторив 2003 року в Бад-Цвішенані. Ще кращий результат показав у 2005 році в Ліньяно-Сабб'ядоро, де поділив 3-тє  місце. Двічі (2002 i 2004) здобув звання чемпіона Росії серед "ветеранів".